# مانو رودريغيز
مانو رودريغيز (بالإسبانية: Manuel Rodríguez Barrientos)‏ مواليد 17 أغسطس 1991 في غرناطة، هو لاعب كرة سلة إسباني. بدأ مسيرته الاحترافية في سنة 2008. يلعب في الدوري الإسباني لكرة السلة الدرجة الثانية. لعب مع نادي غرناطة لكرة السلة ونادي أوفييدو لكرة السلة.

## روابط خارجية
- مانو رودريغيز على موقع الدوري الإسباني لكرة السلة (الإسبانية)
- مانو رودريغيز على موقع كرة السلة الأوروبية.كوم (الإنجليزية)
- مانو رودريغيز على موقع ريلجم (الإنجليزية)
- مانو رودريغيز على موقع بروبوليرز (الإنجليزية)
- مانو رودريغيز على موقع سبورتس رفرنس (الإنجليزية)